# Thomas Prantl

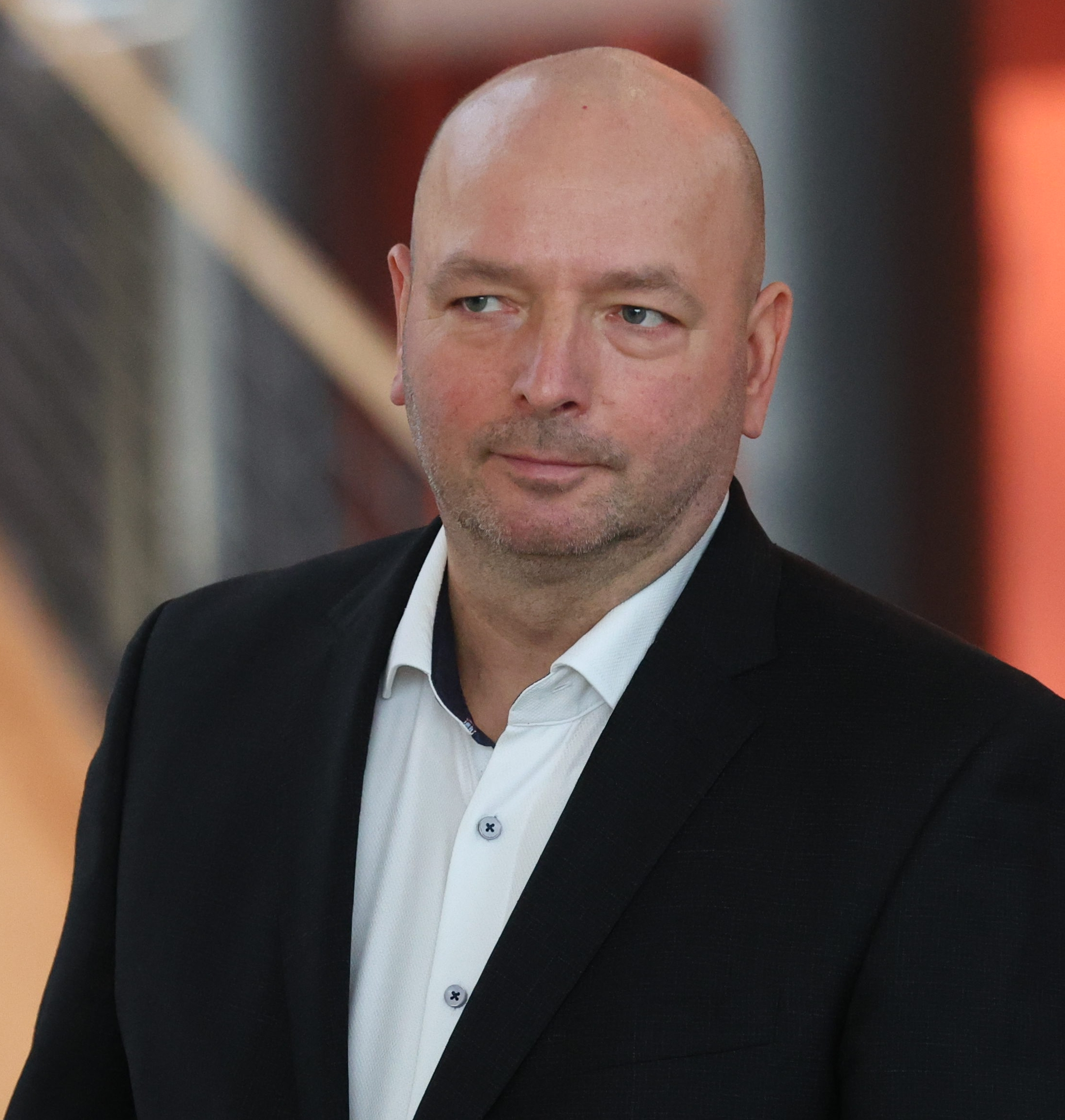
Thomas Prantl (2024)

Thomas Prantl (* 1974 in Annaberg-Buchholz) ist ein deutscher Politiker (AfD). Er ist seit 2019 Mitglied des Sächsischen Landtags.

## Leben
Prantl ist als Agraringenieur in Sachsen und war als Leiter des Landschaftspflegeverbandes Mittleres Erzgebirge tätig. Bei der Landtagswahl in Sachsen 2019 gelang ihm über die Landesliste der AfD Sachsen der Einzug als Abgeordneter in den Sächsischen Landtag. Er zog über die Landesliste in den Landtag ein. Bei der Landtagswahl 2024 wurde er über das Direktmandat im Wahlkreis Erzgebirge 4 erneut in den Landtag gewählt.